# アルフレッド・ニコルス
アルフレッド・ヒューバート・ニコルス（英語: Alfred Hubert Nichols, 1890年11月28日 - 1952年5月1日）は、イギリスの陸上競技選手である。 彼は、1920年に開催されたアントワープオリンピックのクロスカントリー団体競技で銀メダルを獲得した。

## 経歴
ニコルスには、エセックス及びケントでの1マイル走と3マイル走の優勝経験があった。彼が挙げた最高の成績は、1914年AAA（en:Amateur Athletic Association）選手権での4マイル走2位というものだった。なお、同年にはクロスカントリーの世界大会に初出場で初優勝を成し遂げているが、彼がこの大会に出場したのはその時が最初で最後だった。
アントワープオリンピックでは、5000メートル走とクロスカントリー個人及び団体に出場している。5000メートル走では予選を通過したものの、決勝では8位に終わった。クロスカントリーでは個人12位だったが、国ごとに争う団体競技ではイギリスチーム上位3人 の順位合計が21点となり、1位のフィンランドチームの10点に続いて銀メダル獲得を果たした。
1952年、死去。